# Saint-Martin-de-l'If
Saint-Martin-de-l'If é uma comuna francesa na região administrativa da Normandia, no departamento do Sena Marítimo. Estende-se por uma área de 22.92 km². Em 2010 a comuna tinha 1 737 habitantes (densidade: 75,8 hab./km²).
Foi criada em 1 de janeiro de 2016, a partir da fusão das antigas comunas de Fréville, Betteville, La Folletière e Mont-de-l'If.